# Pterolophia mimicus
Pterolophia mimicus är en skalbaggsart som först beskrevs av J. Linsley Gressitt 1942.  Pterolophia mimicus ingår i släktet Pterolophia och familjen långhorningar. Inga underarter finns listade i Catalogue of Life.